# Horst Nemec
Horst Nemec (25 de enero de 1939-23 de junio de 1984) fue un futbolista austríaco que jugaba como delantero. 
Es considerado uno de los mejores delanteros austríacos de los años 1960.

## Selección nacional
Fue internacional con la selección de fútbol de Austria en 29 ocasiones y convirtió 16 goles.

## Clubes
| Club             | País    | Año       |
| ---------------- | ------- | --------- |
| SC Helfort Wien  | Austria | 1956-1957 |
| FK Austria Viena | Austria | 1957-1966 |
| First Vienna FC  | Austria | 1966-1968 |

## Palmarés

### Campeonatos nacionales
| Título               | Club             | País    | Año  |
| -------------------- | ---------------- | ------- | ---- |
| Copa de Austria      | FK Austria Viena | Austria | 1960 |
| Campeonato austríaco | FK Austria Viena | Austria | 1961 |
| Campeonato austríaco | FK Austria Viena | Austria | 1962 |
| Copa de Austria      | FK Austria Viena | Austria | 1962 |
| Campeonato austríaco | FK Austria Viena | Austria | 1963 |
| Copa de Austria      | FK Austria Viena | Austria | 1963 |

### Distinciones individuales
| Distinción                               | Año  |
| ---------------------------------------- | ---- |
| Máximo goleador del Campeonato austríaco | 1961 |
| Máximo goleador del Campeonato austríaco | 1962 |
| Máximo goleador del Campeonato austríaco | 1964 |